# EOLE
EOLEはフランスの技術将校であるジャン＝ジャック・バールによって1946年から1952年にかけて開発された最初の試作弾道ミサイルである。

## 概要
1927年から1933年にかけて技術将校だったジャン＝ジャック・バールは個人的にロケットの研究をフランスの宇宙工学の先駆者であるロベール・エスノー＝ペルトリと共に進めた。彼は1935年当時に軍需省と契約した。第二次世界大戦の開戦時に彼の研究は無誘導の16kgのロケット推進の対空ミサイルに注目された。フランスが占領された後も自由地帯に逃れて彼はEA-41 (self-propelled engine model 1941)の研究を継続した。このロケットは重量100kg、全長3.13m、直径26cmで25kgの重量物を高度100kmへ運ぶ事が出来た。ロケットは液体酸素とガソリンを推進剤として窒素による加圧供給で1トンの推力を生み出した。状況により中断したがロケットの試験は1945年から1946年に打ち上げられ7回中3回成功した。
1946年にジャン＝ジャック・バールは弾道技術・航空力学研究所(LRBA)に合流して300kgの重量物を1000km輸送できる弾道ミサイルの試験機であるEOLEの開発に着手した。ロケットは液体酸素とガソリンを推進剤とするEA 41の特徴を取り入れており、全長11m、直径80 cmで重量は3.4トンだった。
地上試験中の爆発後、ガソリンはエチルアルコールに換えられた。地上試験は1950年から1952年に実施された。バールは射点のガイドレールの長さが21m以上でなければ、安定して離陸するための十分な速度に到達しない事を発見した。1952年11月に2回の発射試験が実施されたが音速を超える時に尾翼が分解して失敗した。以後、フランスの液体燃料ロケットの開発はV2号の開発経験のあるドイツ人技術者を交えたチームが担うことになる。
1952年12月に極低温推進剤を使用する計画は一時中断して1960年代のHM4の開発まで待たねばならなかった。